# CD117
Рецептор фактора роста тучных и стволовых клеток (SCFR), или белковая тирозинкиназа Kit (CD117) — рецепторная  тирозинкиназа, продукт гена KIT. Существует несколько изоформ белка. Впервые описан в 1987 году.

## Функции
CD117 является цитокиновым рецептором, экспрессирован на поверхности гематопоэтических стволовых клеток, а также некоторых других клеток. Изменённые формы рецептора ассоциированы с некоторыми типами рака. CD117 является рецепторной тирозинкиназой III типа, рецептором для стволового фактора роста, т. н. лиганда "c-kit". 
Связывание с лигандом приводит к димеризации рецептора и активации его внутренней тирозинкиназы, что приводит к активации сигнального пути, который играет роль в клеточном выживании, пролиферации и дифференцировке клеток.

## Взаимодействия
CD117 взаимодействует со многими другими белками: APS , BCR, CD63, CD81, CD9, CRK, CRKL, DOK1, FES, GRB10, Grb2, KITLG, LNK, LYN, MATK, MPDZ, PIK3R1, PTPN11, PTPN6, STAT1, SOCS1, SOCS6, TEC.